# 베타 (금융)
베타란 금융에서 개별 주식이나 포트폴리오의 위험을 나타내는 상대적인 지표이다. 시장포트폴리오의 위험과 같은 기준이 되는 지표와의 상대적인 변동성비율등을 의미하며, CAPM등에 의해 개별자산과 포트폴리오의 위험을 측정하는 데 사용된다.

## 측정
시장포트폴리오에서 개별주식 베타와의 관계는 다음과 같은 식을 통해 도출된다.
{\displaystyle \beta _{i}={\frac {\mathrm {Cov} (r_{i},r_{m})}{\mathrm {Var} (r_{m})}}}

## 같이 보기
- CAPM
- 하마다 모형